# Heinrich Karl von Schreckenstein
Heinrich Karl Ignaz Freiherr Roth von Schreckenstein (* 1756; † 1826 in Freising) war ein bayerischer Prälat und Regierungsbeamter.
Roth von Schreckenstein studierte von 1775 bis 1777 die Rechte in Ingolstadt, wurde dann Domkapitular in Freising und Konstanz und hochfürstlich konstanzischer sowie freisingischer Geistlicher Rat. 1794 trat er aus dem Konstanzer Domkapitel aus. Zuletzt war er Regierungsrat und Oberstforstmeister in Freising. Unter dem Namen Propertius war er Mitglied des Illuminatenordens. Von Graf Joseph Anton von Königsfeld im Juni 1781 vorgeschlagen, wurde er ca. im  April 1782 in die Freisinger Loge „Augusta zu den drei Kronen“ aufgenommen.